# يان فريدريك كريستيانسن
يان فريدريك كريستيانسن (بالنرويجية البوكمول: Jan Fredrik Christiansen)‏ هو موسيقي وبروفيسور نرويجي، ولد في 1 أبريل 1942.

## وصلات خارجية
- يان فريدريك كريستيانسن على موقع ميوزك برينز (الإنجليزية)
- يان فريدريك كريستيانسن على موقع ديسكوغز (الإنجليزية)